# Квитневое (Николаевская область)
Квитневое (укр. Квітневе) — посёлок в Витовском районе Николаевской области Украины.
Основано в 1963 году. Население по переписи 2001 года составляло 460 человек. Почтовый индекс — 57236. Телефонный код — 512. Занимает площадь 0,45 км².

## Местный совет
57232, Николаевская обл., Витовский р-н, пгт Первомайское, ул. Юбилейная, 9, тел.: 283-1-59